# Стадник (Псковская область)
Стадник — деревня в Островском районе Псковской области. Входит в состав Островской волости.
Расположена на реке Щепец, в 14 км к северу от центра города Остров.
| 2001 | 2002 | 2010 |
| ---- | ---- | ---- |
| 35   | ↘21  | ↘11  |

## История
Деревня до апреля 2015 года входила в состав ныне упразднённой Волковской волости района.